# Route européenne 881
Pour les articles homonymes, voir Route 881.
La route européenne 881 est une route reliant Izmit à Çeşme.